# Штрафной и свободный удары (футбол)
Правило 13 Правил игры в футбол регламентирует процедуру выполнения штрафных и свободных ударов, которые назначаются в ситуациях, описанных в Правиле 12.

## Штрафной удар

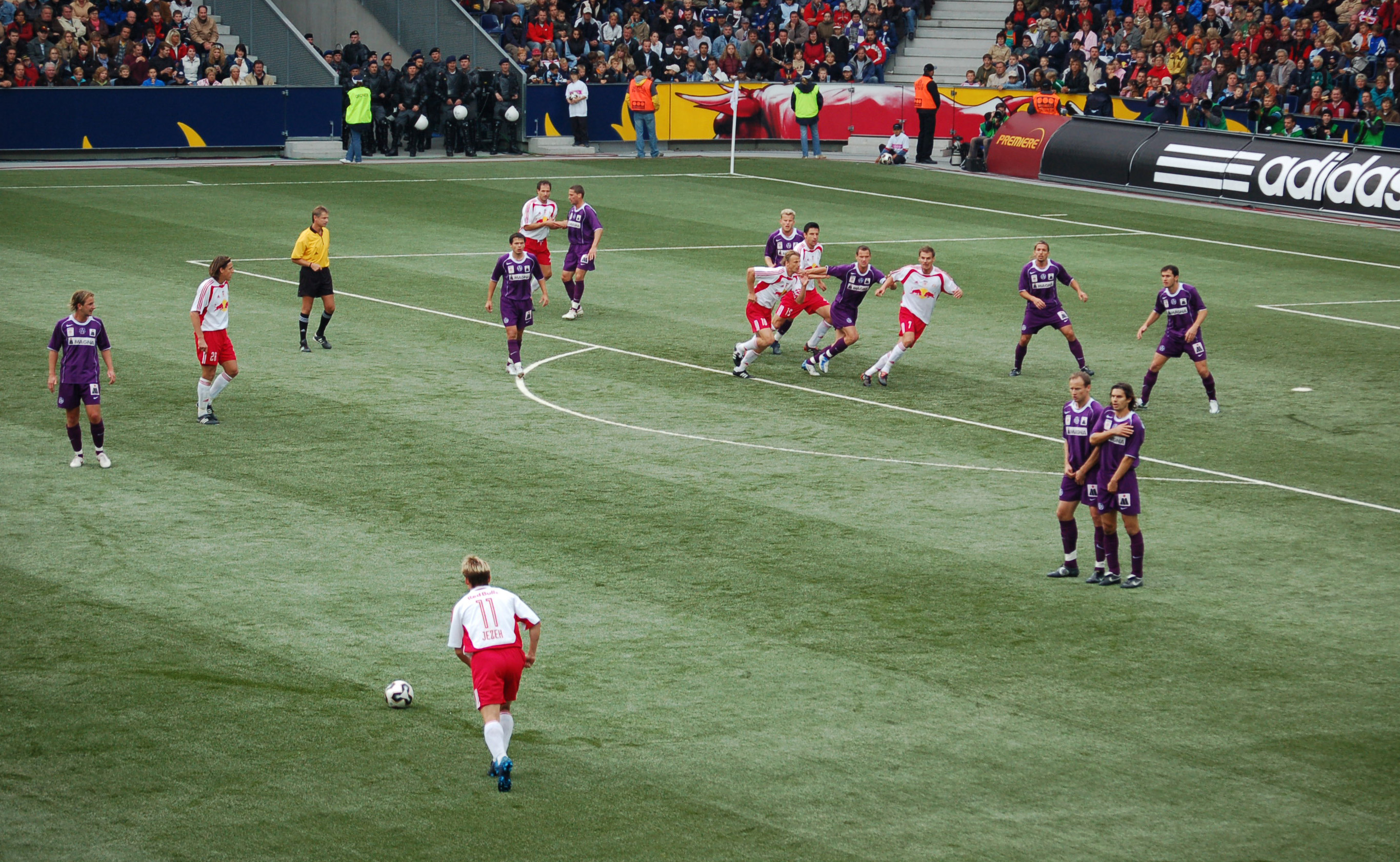
Штрафной удар

Мяч, забитый непосредственно со штрафного удара в ворота соперника, засчитывается.
Мяч, забитый со штрафного удара в собственные ворота, не засчитывается; противоположная команда в такой ситуации получает право на угловой удар.

## Свободный удар
Мяч, забитый непосредственно после свободного удара, не засчитывается, вне зависимости от того, в чьи ворота он был забит.
В случае если команда непосредственно со свободного удара забивает мяч в ворота соперника, назначается удар от ворот, если же мяч забит в свои ворота — то команда соперника получает право на угловой удар.
О назначении свободного удара судья сигнализирует поднятой вверх рукой, которую он не должен опускать до того момента, пока удар не будет выполнен и мяч не коснётся кого-либо из игроков либо не выйдет из игры.

## Процедура
Свободный и штрафной удары во всех случаях выполняются по неподвижному мячу. Игрок, выполнивший удар, не может вторично касаться мяча до тех пор, пока его (мяча) не коснётся какой-либо другой игрок.

### Штрафной и свободный удары, выполняемые из-за пределов штрафной площади
Штрафной или свободный удар из-за пределов штрафной площади выполняется любым игроком команды с места, где произошло нарушение Правил (или же, в зависимости от вида нарушения, с места, где находился мяч в момент остановки игры).
Все игроки противоположной команды должны находиться на расстоянии не менее чем 9,15 м от мяча до тех пор, пока мяч не вошёл в игру.
Мяч считается в игре, когда по нему нанесён удар и он находится в движении.

### Свободный удар, выполняемый из пределов своей штрафной площади
Штрафной или свободный удар из пределов своей штрафной площади выполняется любым игроком команды с места, где произошло нарушение (или же, в зависимости от вида нарушения, с места, где мяч находился в момент остановки игры). Если удар следует выполнить из пределов площади ворот, то он может быть выполнен с любой её точки.
Все игроки противоположной команды должны находиться на расстоянии не менее чем 9,15 м от мяча и за пределами штрафной площади до тех пор, пока мяч не вошёл в игру.

### Свободный удар, выполняемый из пределов штрафной площади соперника
Свободный удар из пределов штрафной площади выполняется любым игроком команды с места, где произошло нарушение Правил (или же, в зависимости от вида нарушения, с места, где находился мяч в момент остановки игры). В случае, если свободный удар должен быть выполнен из пределов площади ворот соперника, он выполняется с ближайшей к месту нарушения точки на линии площади ворот, параллельной линии ворот.
Все игроки противоположной команды должны находиться на расстоянии не менее чем 9,15 м от мяча до тех пор, пока мяч не вошёл в игру, кроме случаев, когда игроки располагаются на линии своих ворот и между их стойками.
Мяч считается в игре, когда по нему нанесён удар и он находится в движении.

## Нарушения и наказания
- Если при выполнении удара один из соперников находится к мячу ближе, чем того требуют Правила, удар повторяется.
- Если при выполнении удара из пределов своей штрафной площади мяч не покинет её пределов или же коснётся внутри неё кого-либо из игроков, удар повторяется.
- Если игрок, выполнивший удар, вторично коснётся мяча (не руками) до того, как его (мяча) не коснётся кто-либо из других игроков, то противоположная команда получает право на выполнение свободного удара с места, где произошло нарушение.
- Если игрок (не вратарь), выполнивший удар, вторично коснётся мяча руками до того, как его (мяча) не коснётся кто-либо из других игроков, то противоположная команда получает право на выполнение штрафного или 11-метрового удара, в зависимости от того, где произошло нарушение.
- Если вратарь, выполнивший удар, вторично коснётся мяча (не руками) до того, как его (мяча) не коснётся кто-либо из других игроков, то противоположная команда получает право на выполнение свободного удара с места, где произошло нарушение.
- Если вратарь, выполнивший удар, вторично коснётся мяча руками до того, как его (мяча) не коснётся кто-либо из других игроков, то противоположная команда получает право на выполнение штрафного удара (в случае если нарушение произошло за пределами штрафной площади вратаря) или свободного удара (в случае, если нарушение произошло в пределах штрафной площади вратаря) с места, где произошло нарушение.